# Yosemite Sam
Yosemite Sam – kowboj, który nigdy nie zdejmuje kapelusza. Pojawił się po raz pierwszy w kreskówce z serii Zwariowane melodie pt. Królik cyngiel w 1945 roku. Jego największymi wrogami są: Królik Bugs i Kaczor Daffy. Yosemite Sam pojawił się też w filmie „Kto wrobił królika Rogera?”, usiłując zgasić ogień w pobliżu fabryki gadżetów firmy ACME.
W czasach tzw. złotego wieku amerykańskiej animacji Sam wystąpił łącznie w 33 odcinkach, w latach 1945–1964.

## Charakterystyka
Sam w kreskówkach zazwyczaj wciela się w rolę kowboja, bandyty lub pirata. Ma długie, rude wąsy, jest niski, nosi czarną maskę na twarzy i kapelusz. Jego ulubiona broń to: rewolwery (jako kowboj), szabla i armata (jako pirat). Sam jest bardzo podobny do Elmera – podobnie jak on, jest niski, nosi nakrycie głowy i używa broni palnej. Ostatecznie Yosemite Sam i Elmer Fudd spotkali się jak dotąd w dwóch filmach animowanych: The Bugs Bunny’s Mystery Special, gdzie Elmer jako agent służb specjalnych wynajął Sama, aby ten pozbył się Królika Bugsa podejrzewanego o napad na bank, oraz w filmie Kosmiczny mecz (1996), gdzie we dwójkę odstrzelili jednemu z kosmitów zęby, gdy próbował on skrzywdzić Kojota Wilusia (ich ubiór zaś oraz muzyka nawiązują do filmu Pulp Fiction).

## Aktorzy głosowi

### Mel Blanc
Rola Yosemite Sama została zapoczątkowana przez głównego aktora głosowego Warners Bros, Mela Blanca. W swojej autobiografii Blanc stwierdził, że miał trudności z wymyśleniem odpowiedniego głosu, gdy grał podobną postać o imieniu Tex w audycji radiowej Judy Canova. Próbował dać Samowi cichy głos, ale nie był do niego przekonany. Pewnego dnia zdecydował po prostu krzyczeć do mikrofonu, czego źródłem inspiracji był incydent agresji na drodze mający miejsce wcześniej tego dnia. Okazało się to dobrze komponować z porywczym charakterem Sama, jednak było bardzo wyczerpujące dla gardła Blanca, dlatego nagrywał kwestie postaci pod koniec sesji nagraniowej. Po ukończeniu 70 lat jego głos był zbyt szorstki; w filmie Kto wrobił królika Rogera? rolę Sama przejął Joe Alaskey, podczas gdy Blanc użyczył głosu innym postaciom z serii Zwariowane melodie.
Blanc użył tego samego głosu w filmie Strange Brew (1983), użyczając go postaci ojca Boba i Douga McKenzie’ch (granego przez Dave’a Thomasa). Po raz ostatni Sam przemówił jego głosem w odcinku specjalnym Bugs Bunny’s Wild World of Sports z 1989 roku.
Zarchiwizowane nagrania Blanca jako Sama wykorzystano także w:
- grze typu flipper Bugs Bunny’s Birthday Ball (razem z Sylwestrem i Diabłem Tasmańskim), wydanej w 1990 roku;
- grze wideo Bugs Bunny: Lost In Time na konsolę PlayStation (1999).

Ponadto Mel Blanc użył zbliżonego głosu dla postaci Kosma Kosmoskiego z serialu Jetsonowie.

### Inni (język angielski)
Oprócz Blanca Samowi użyczyli głosu następujący aktorzy:
- Gilbert Mack (nagrania Bugs Bunny Songfest, wydane przez Golden Records)[3][4]
- Richard Andrews (Bugs Bunny Exercise and Adventure Album)[5]
- Joe Alaskey (Kto wrobił królika Rogera?, Przygody Animków, Bugs and Friends Sing the Beatles[6], Bugs and Friends Sing Elvis, odcinki internetowe („webtoons”) Zwariowanych melodii, nawigacja samochodowa Looney Tunes GPS firmy TomTom[7], Looney Tunes Click 'N READ Phonics)[8]
- Jeff Bergman (1989 Macy’s Thanksgiving Day Parade, Przygody Animków, (Blooper) Bunny, Bugs Bunny’s Creature Features, Invasion of the Bunny Snatchers, dżingle stacji Cartoon Network[9], Looney Tunes Dash, Kosmiczny mecz: Nowa era[10])[8]
- Charlie Adler (Przygody Animków)[8]
- Keith Scott (Looney Tunes Musical Revue[11], Spectacular Light and Sound Show Illuminanza[12], reklamy Tazo Looney Tunes[13], reklamy KFC, The Looney Tunes Radio Show[14], Looney Rock[8][15])
- Greg Burson (Looney Tunes River Ride, Animaniacy, Warner Bros. Kids Club)[8][16]
- J.J. Sedelmaier (zapowiedzi stacji Cartoon Network)
- Maurice LaMarche (Yosemite Sam and the Gold River Adventure, Przygody Animków, Taz-Mania, Carrotblanca, The Sylvester and Tweety Mysteries, Kaczor Dodgers, Looney Tunes: Reality Check, Looney Tunes: Stranger Than Fiction, Bah, Humduck! A Looney Tunes Christmas, The Looney Tunes Show, Looney Tunes: Rabbits Run, Wabbit (sezon 1), gry wideo)[8]
- Jim Cummings (The Sylvester and Tweety Mysteries, Animaniacs, Tweety’s High-Flying Adventure, Scooby Doo and Looney Tunes Cartoon Universe: Adventure)[8]
- Bill Farmer (Kosmiczny mecz)[8]
- Frank Gorshin (From Hare to Eternity)[8]
- Will Ryan (You Don’t Know Doc! ACME Wise-Guy Edition[17], You Don’t Know Doc! Coast-to-Coast Edition[18])
- Jeff Bennett (Looney Tunes: Back in Action, Hare and Loathing in Las Vegas, dżingle stacji Boomerang[19])[8]
- Seth MacFarlane (Głowa rodziny, odcinek Tales of a Third Grade Nothing[20])
- Gary Martin (zapowiedź Looney Tunes Take-Over Weekend)
- Seth Green (Robot Chicken)
- Fred Tatasciore (New Looney Tunes (sezony 2–3), Looney Tunes Cartoons)[8]
- Eric Bauza (Looney Tunes: World of Mayhem)[8]